# 觀測站少年
《观测站少年》是台灣第一部科幻動畫節目，主角傑米是小學五年級男生，介紹地球環境、氣候變遷等議題。内容简述地球科學和全球暖化問題。導演為邱立偉，用小孩視角来觀察地球氣候對生活的影響。2014年7月9日於公視HD台引進開播，隨後於2015年4月由台視綜合台引進開播。

## 登場人物
傑米
主角。11歲、小學五年級生。平常與身為氣象主播的父親同住，不太喜歡周遭認識他的人們問起有關天氣的事。因為在某天寂寞想打電話給爸爸時由梅西接到的契機下來到瑞士的觀測站與父親同住。
Alan
42歲、傑米的父親。現職是任職20年的氣象主播兼科學家，參與藍星集團所主導摩西計畫的成員之一。
梅西
30歲、身為瑞士觀測站職員的女性非洲人，說話時會以well為開頭。
JD
法國人。藍星集團所主導摩西計畫的成員之一，同時也是氣候模擬器摩西的設計者。以前出身於富裕家庭，在家道中落後自學當工程師，當發現一開始那些氣候變遷的災情畫面是不久之後的世界時，自願從因雪崩而失聯的觀測站帶著資料來到總部將畫面公諸於世。
保羅
在南極工作站任職的氣象學家。
漢堡
傑米的同班同學與好友。父親是新上任的經濟部長，在開會期間通常都是獨自一人在外頭晃，因突然罹患氣喘與摩西計畫的突破性發展而使父親取消掉工業政策。
來福
學校警衛的愛犬，在警衛沒注意下躲在傑米的背包內一起來到觀測站居住，喜歡吃披薩。
Candy陳
氣象主播，曾獨家訪問漢堡的父親。同時兼任本作旁白。解說時常以「俗語說的好」為開頭。

## 獎項

### 金鐘獎
| 年份   | 獲提名         | 獎項                    | 結果 |
| ------ | -------------- | ----------------------- | ---- |
| 2015年 | 《觀測站少年》 | 第50屆金鐘獎 動畫節目獎 | 獲獎 |

## 外部連結
- 官方网站（繁體中文）（页面存档备份，存于）
- 互联网电影数据库上觀測站少年的资料（英文）